# Malayanma
El malayanma era un sistema de escritura utilizado en el distrito de Thiruvananthapuram de Kerala. Se utilizó para escribir el idioma malabar. Malayanma pertenece a la misma familia de escritura que Kolezhuthu y Vatteluttu.

## Unicode
Aún no agregado a Unicode, aún no hay propuestas.